# さかもとたけし
さかもと たけし（本名「坂本剛志」）は、日本の男性漫画家。高橋しん事務所初代メンバーの一人。

## アシスタント時代
高橋しんの読切時代よりアシスタントとして従事。
高橋しん「いいひと。」の新連載にあたり、高橋しんの漫画家仲間いけだたかしと3人で高橋しん事務所「SHIN Presents!」を設立し、作画チーフアシスタントとして活動。以後、『いいひと。』『最終兵器彼女』『きみのカケラ』で作画チーフアシスタントとして携わる。
後にビッグコミックスピリッツ増刊『Manpuku!』（小学館）に『鉄の旗』が掲載される。

## 独立後
『ビッグコミックスピリッツ』（小学館）で第16回FIFAワールドカップフランス大会・日本代表呂比須ワグナー選手の生涯を描いたドキュメンタリー作品『RIGING SUN -サッカー日本代表物語・フランスW杯への道-』を連載。連載中に、椎間板ヘルニアを患い、治療のため連載が休載し執筆活動休止。

## 現在
現在、療養中。

## 作品リスト
- 『RISING SUN ―サッカー日本代表物語・フランスW杯への道―』 全2巻（休載のまま未完結）